# HD 120602
HD 120602，又名BD+06 2800，SAO 120132、HR 5205，是一颗恒星，视星等为6.01，位于銀經338.54，銀緯64.21，其B1900.0坐标为赤經13h 45m 23.3s，赤緯+5° 64.21′ 37″。